# Calogero Vizzini
 Der er for få eller ingen kildehenvisninger i denne artikel, hvilket er et problem. Du kan hjælpe ved at angive troværdige kilder til de påstande, som fremføres i artiklen.

Calogero Don Calò Vizzini eller bare Don Caló (24. juli 1877 – 10. juli 1954) var en mafiaboss fra Villalba, Italien.
Don Caló var bondesøn, og da han var ung transporterede han korn fra gårdene til møllen i Villalba. I området var der mange kriminelle, og Vizzini indgik en aftale med en af de værste, der hed Paolo Varsalone. Efter det begyndte Vizzini at blande sig ind i kriminalitet, og under 1. verdenskrig solgte han stjålne heste og kreaturer til hæren. Vizzini begyndte sammen med andre mafialedere at købe jord af nogen af det lokale aristokrati. Vizzini overlevede Moris' kamp mod mafiaen, men han mistede noget af sin magt. Under 2. verdenskrig samarbejdede han med de allierede styrker, og han blev udnævnt til æres oberst af amerikanerne. Hans idé om at gøre Sicilien til en amerikansk delstat lykkedes ikke for ham. Vizzini blev den mest respekterede mafialeder nogensinde, og hans begravelse var den største på Sicilien.